# Chromgrün
Unter Chromgrün versteht man Pigmente, die nach DIN 55943 Gemische aus Eisen-Blaupigmenten (Berliner Blau, auch Turnbulls Blau, Preußisch Blau bzw. Miloriblau) mit dem giftigen Chromgelb (Blei(II)-chromat, auch Kölner Gelb oder Pariser Gelb) darstellen und keine Füllstoffe oder weitere Farbmittel enthalten dürfen. Sie werden in Lacken und Druckfarben eingesetzt. Aufgrund der hohen Toxizität des Bleichromats findet das Chromgrün heute jedoch kaum noch Verwendung. Im Colour Index wird es unter der Nummer C.I. Pigment Green 15 geführt.

## Verwechslungsgefahr
Chromoxidgrün ist der Trivialname für das ungiftige Pigment Chrom(III)-oxid Cr2O3 sowie mehrere darauf basierende, jedoch nicht identische Farbtöne, beispielsweise Kölner Brückengrün oder RAL 6020.